# Филип Станић
Филип Станић (Берлин, 14. јануар 1998) је немачки кошаркаш. Игра на позицијама крилног центра и центра.

## Каријера

### Клупска
Станић је у млађим категоријама играо за берлинску Албу. У сезони 2016/17. наступао је и за други тим Албе.
Сениорску каријеру Станић је започео током сезоне 2017/18. у дресу Етингер рокетса, тадашње бундеслигашке екипе. Крајем јула 2018. године потписао је вишегодишњи уговор са Мегом. Пред почетак Суперлиге Србије 2019. послат је на позајмицу у ОКК Београд. Сезону 2019/20. је почео наступајући за Мегу, али је крајем фебруара 2020. прослеђен на позајмицу у Олденбург до краја сезоне.

### Репрезентативна
Станић је репрезентативац Немачке. 
Са младом националном селекцијом освојио је бронзану медаљу на Европском првенству 2018. године. Изабран је и у идеалну петорку тог издања првенства.

## Успеси

### Репрезентативни
- Европско првенство до 20 година:  2018.

### Појединачни
- Идеални тим Европског првенства до 20 година (1): 2018.